# Sohostov
Sohostov (též Soustov) je zaniklý hrad v okrese Klatovy. Stál na vrchu Hrádek asi pět set metrů východně od vesnice Soustov v nadmořské výšce 530 m. Dochovaly se z něj pouze terénní relikty poškozené lomem.

## Historie
Hrad je zmiňován po roce 1397, kdy se nacházel v držení velhartického purkrabího Ondřeje ze Soustova. Jeho potomkům patřil až do 16. století. Mezi příslušníky rodu patřili Volfart ze Sohostova, který stál na počátku husitských válek v roce 1420 na katolické straně, a ve druhé polovině 15. století Mikuláš ze Sostova. Na počátku 16. století hrad za neznámých okolností připadl králi. V průběhu roku 1520 byl poškozen a od krále Ludvíka Jagellonského ho získal Heřman Janovský z Janovic, který jeho panství připojil k Janovicím a nevyužívaný hrad zpustl. Při dělení Heřmanova majetku mezi dědice je hrad Sohostov uváděn jako pustý.

## Stavební podoba
Předhradí bylo obdélné a z jeho opevnění se dochovala část příkopu zejména na severní a východní straně. Prohlubně v severozápadním a jihovýchodním nároží by mohly být pozůstatky podsklepených budov. Hradní jádro se nacházelo na podlouhlém skalním útvaru podél západní strany předhradí. Dnes je téměř beze stop zástavby, ale na jeho jižní straně stála čtverhranná věž.